# Municipio de Hanover (condado de Jefferson)
El municipio de Hanover (en inglés: Hanover Township) es un municipio ubicado en el condado de Jefferson en el estado estadounidense de Indiana. En el año 2010 tenía una población de 5366 habitantes y una densidad poblacional de 109,34 personas por km².

## Geografía
El municipio de Hanover se encuentra ubicado en las coordenadas 38°42′23″N 85°29′31″O / 38.70639, -85.49194. Según la Oficina del Censo de los Estados Unidos, el municipio tiene una superficie total de 49.08 km², de la cual 48.5 km² corresponden a tierra firme y (1.17%) 0.57 km² es agua.

## Demografía
Según el censo de 2010, había 5366 personas residiendo en el municipio de Hanover. La densidad de población era de 109,34 hab./km². De los 5366 habitantes, el municipio de Hanover estaba compuesto por el 95.83% blancos, el 1.75% eran afroamericanos, el 0.24% eran amerindios, el 0.67% eran asiáticos, el 0.04% eran isleños del Pacífico, el 0.54% eran de otras razas y el 0.93% pertenecían a dos o más razas. Del total de la población el 1.86% eran hispanos o latinos de cualquier raza.